# Amílcar Osorio
Amílcar Osorio Gómez (Santa Rosa de Cabal, 1940- Jericó, 1985) fue un escritor, poeta, pintor, cuentista y novelista colombiano.

## Biografía
Nació en Santa Rosa de Cabal, Risaralda, Colombia. Hijo de Rubén Osorio y Elvira Gómez. En su niñez y juventud residió en Jericó, Antioquia. En 1957 ingresó al seminario San Juan Eudes de Jericó. 1 2 Se retiró en 1958, y se fue a vivir a Medellín, donde conoció a varios poetas y jóvenes escritores, como Gonzalo Arango, Alberto Escobar Ángel, Guillermo Trujillo, Humberto Navarro y Eduardo Escobar, con quienes fundó en 1958 el nadaísmo, movimiento inicialmente antioqueño, que a partir de la influencia principalmente de los movimientos de vanguardia europeos : el surrealismo, el existencialismo, el futurismo, entre otros,  reacciona contra los esquemas y valores culturales, literarios, filosóficos y políticos tradicionales de su país, impuestos por la costumbre y el poder.
Trabajó como empleado de la Librería Horizonte de Medellín. Fue uno de los primeros poetas que acompañó las propuestas literarias, estéticas, políticas y sociales de los nadaístas. Poeta y lector culto, refinado, con auténtico interés y conocimiento artístico. Además, prosista, pintor, cuentista y novelista de alta sensibilidad, como lo registra la revista de la Universidad de Antioquia, No. 327, dedicada en buena parte al poeta .
Eduardo Escobar en sus notas biográficas lo recuerda con "el mismo aire salvaje, pueblerino y saludable" que compartía con Gonzalo Arango. Al respecto, dice que llegaban a las 7 p. m. por Amílcar a la Librería Horizonte, y siempre tenía un nuevo descubrimiento para compartir: Moravia, Cernuda, Russell, la poesía sufí, Baudelaire, algo de Faulkner o de César Vallejo, algún libro de Albert Camus, J.P. Sartre, Lautréamont o L.Durrell.
El nadaísmo fue un importante movimiento de rasgos contraculturales. Tuvo sus antecedentes en el  surrealismo, el dadaísmo, el existencialismo francés, entre otros movimientos europeos y norteamericanos contemporáneos. Recorrió todos los experimentos estéticos y estilos de vanguardia, y estableció contactos con la Generación Beat. Lideró una protesta contra las instituciones y costumbres más tradicionales de la sociedad, y ofreció nuevas y múltiples ideas, de importante interés y vigencia.
Cuentos
El poeta Eduardo Escobar señala que "Amílcar escribió un puñado de cuentos, ejemplares por su concisión y por una escritura sobria sin efusiones tropicales. Y algunos vieron la luz en la revista Cromos, y en el periódico El Espectador, bajo el seudónimo de Claudia Santamaría". La Biblioteca Piloto de Medellín conserva entre sus archivos, aun sin clasificar ni ordenar, algunos cuentos inéditos de Osorio. 
Poesía
Amílcar Osorio publicó también un bello libro de poesía, titulado Vana Stanza, posiblemente su principal trabajo literario. Reúne una selecta colección de poemas de soledad, ausencia y amor, escritos entre 1962 y 1984, con el sugestivo subtítulo de Diván selecto. Es poesía breve, de remembranza de amores desaparecidos, de escombros amorosos. Su poesía recuerda los cantos de ausencia de Luis Cernuda, los metafóricos cuchillos amorosos de Lorca, o los desgarrados anhelos de Juan de la Cruz, y, muchas veces, la poesía de Hafez de Shiraz. Este poemario incluye algunos de los mejores versos de amor de la poesía colombiana. 
“Plegaria nuclear de un cocacolo” sigue siendo uno de sus poemas-oraciones más reconocido, y, para muchos, el poema emblemático de su generación. También escribió una oración "A la malísima Brigitte Bardot", entre otros poemas muy singulares por su carácter lúdico e irónico. Fue el primero de los nadaístas que tomó el lenguaje de la ciencia para poetizar, como se observa en "Treno por los poetas muertos".
La profesora María Dolores Jaramillo, de la Universidad Nacional de Colombia , ha estudiado los aportes estéticos del nadaísmo, y, en particular, el interés de la poesía erótica de Amílcar Osorio, (Revista Aleph de Manizales, No 181, 2017).
Novela
Escribió una sola novela, titulada La ejecución de la estatua, publicada por EAFIT 33 años después de su muerte.

## Obras
- La ejecución de la estatua. Medellín: Editorial EAFIT, 2018. Novela.
- Vana Stanza, diván selecto. Medellín: Fundación Simón y Lola Guberek / Editorial Lealón, 1989. Poesía amorosa.
- Plegaría nuclear de un cocacolo. Poesía - oración.
- Cuentos. Bogotá: El Espectador. Cuentos.
- El yacente de Mantegna. Cuento.
- Gato o soledad bajo la lluvia. Cuentos.
- Análisis de paraboloides hiperbólicas.Cuento.
- Bombón y chocolate al levantarme. Cuento.
- Rock and Roll, faire l' amour hasta divertirnos. Cuento.
- A la malísima Brigitte Bardot. Medellín: Biblioteca Piloto. Poema.
- Treno por los poetas muertos. Elegía. Poesía.
- Blusa roja. Medellín: Biblioteca Piloto. Poema.
- Veinte años no es nada. Medellín: Biblioteca Piloto. Artículo.
- Acerca de Providencia. Medellín: Biblioteca Piloto. Prosa poética.
- La canción del río. Medellín: Biblioteca Piloto. Prosa poética.
- Poema junto al fuente de Ten-Shin. Poesía. Medellín: Biblioteca Piloto. Poesía.
- Carta de la esposa del mercader del río. Prosa poética. Medellín: Biblioteca Piloto. Prosa poética.
- La ostra tiene dos valvas. Medellín: Biblioteca Piloto. Cuento.
- El niño de las seis. Medellín: Biblioteca Piloto. Cuento.
- El patio incendiado. Medellín: Biblioteca Piloto. Cuento.
- Texto para nosotros. Medellín: Biblioteca Piloto. Prosa.
- Emita el grito en la tarde. Medellín: Biblioteca Piloto. Cuento.
- El tímido homenaje de un amor. Medellín: Biblioteca Piloto. Cuento.